# Comenda de Oriz
A Comenda de Oriz  é a mais antiga comenda da Ordem de São Bento de Avis. A casa mãe, está localizada na quinta do Lameiro, no lugar do Lameiro, da freguesia de Ponte (São Vicente), concelho de Vila Verde, em Portugal. Esse lugar é limítrofe da antiga freguesia de São Miguel de Oriz hoje União das Freguesias de Oriz (Santa Marinha) e Oriz (São Miguel).
Mas é tradição no lugar do Lameiro, contar que ele, antigamente, fazia parte da freguesia de Oriz, em antes de integrar a freguesia de Ponte São Vicente.

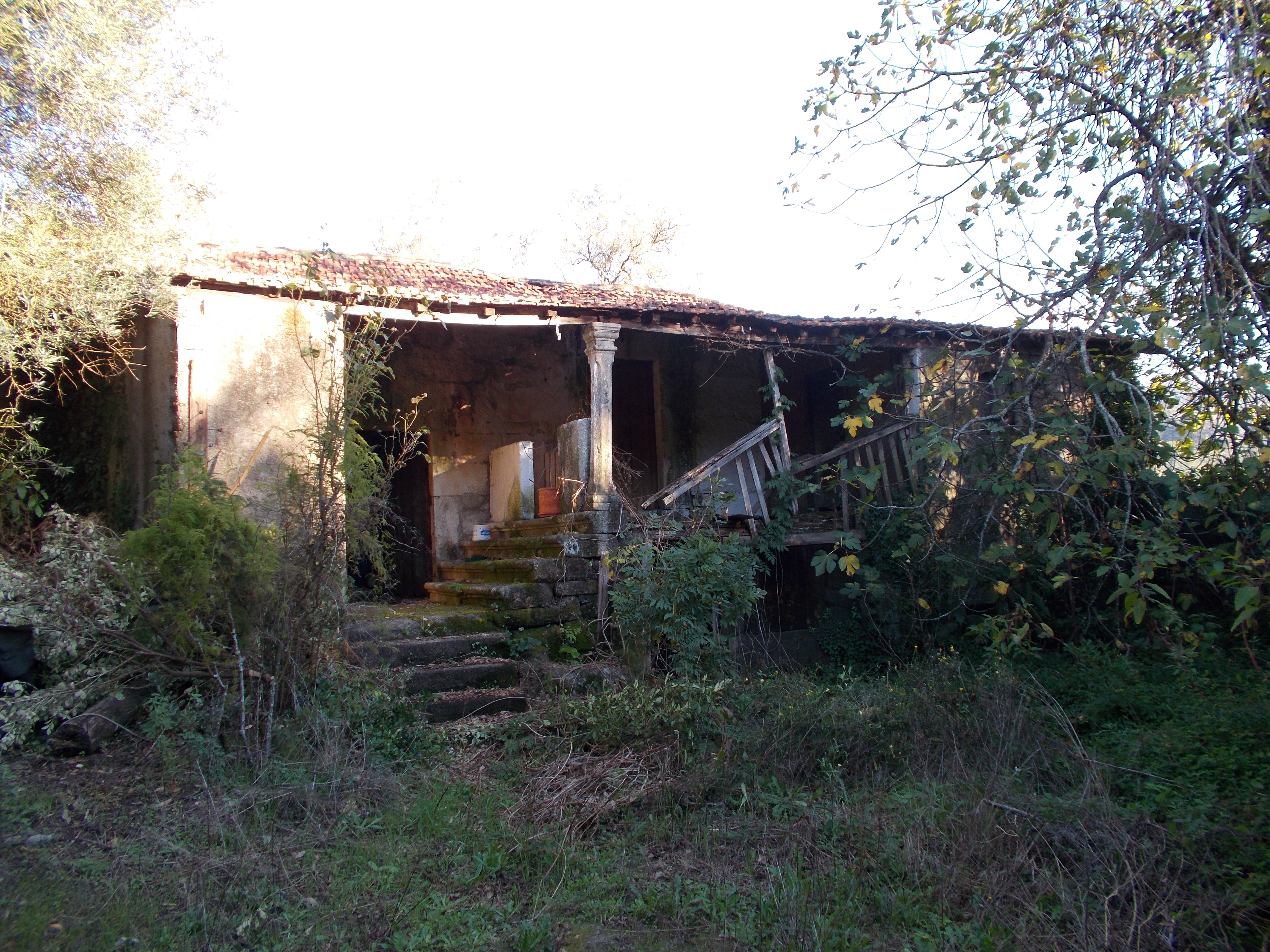
Casa do Comendador

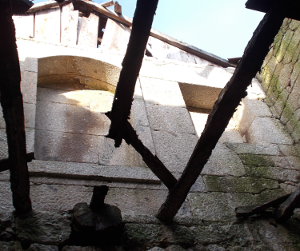
Sala do capítulo

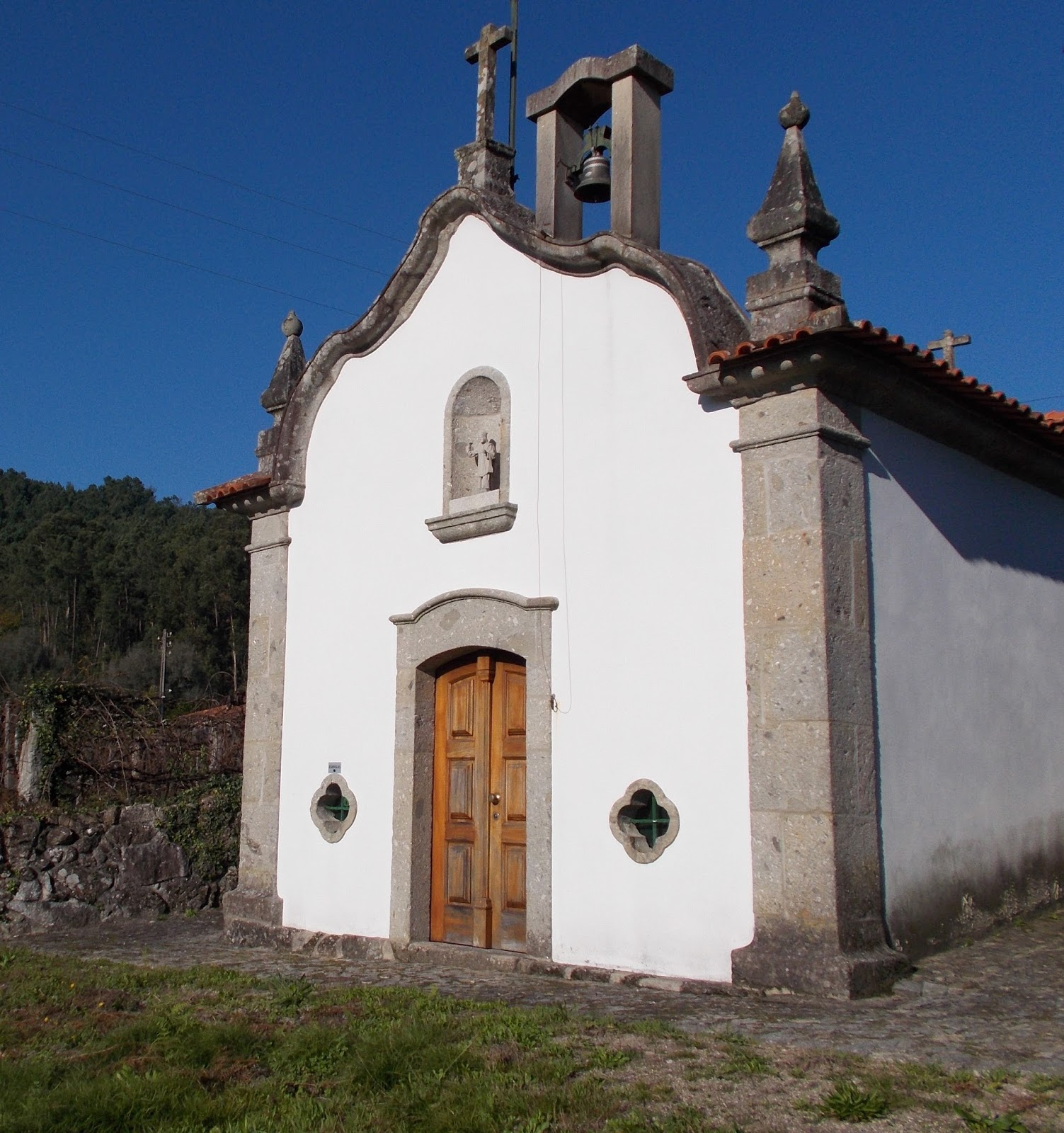
Capela

## Definição duma Comenda
Uma Comenda não era um único edifício, mas sim um vasto conjunto de edifícios, terras, igrejas (padroado), moinhos, fornos…, doados a uma ordem religiosa que forneciam, alimentos, cavalos, e sobretudo era uma importante fonte de rendimentos com os seus foros (rendas). Essas terras e bens, podiam ser concentrados numa única propriedade, ou espalhados como é o caso em toda a região Norte. No seio desta comenda havia a casa-mãe com a casa do Comendador pronta para acolher o Grão Mestre, mas também quartos, cozinha, e refeitório para os irmãos, ainda uma sala do capítulo e claro uma capela. Mas também uma cavalariça, adega, granja e outros edifícios de natureza agrícola.
Outra função importante da Comenda, a não negligenciar, era o recrutamento de novos cavaleiros.

## História da quinta do Lameiro
A quinta do Lameiro era uma imensa quinta que ocupava  as duas margens do vale do rio Homem, parte da freguesia de Ponte S. Vicente (Vila Verde, margem direita), lugares de Lameiro, Burrela, e Paço, toda a parte baixa da freguesia de Sequeiros (Amares, margem esquerda) e possivelmente parte da freguesia de São Miguel de Oriz (Vila Verde). Segundo Gayo na sua genealogia,  a quinta de Sequeiros ou do Lameiro pertencia a D. Egas Gomes Pais de Penegate que a doou em dote a sua filha Dona Froille de Penegate que casou com Fafes Luz de Lanhoso, pai de Egas Fafes ele mesmo pai de Gonçalo Viegas “o primeiro Mestre q ouve em Aviz" “ segundo o Livro Velho de Linhagens.

## História da Comenda de Oriz
Os freires de Évora tinham a difícil missão de proteger a cidade de Évora dos Mouros, conquistada em 1166 por Geraldo Sem Pavor, ela estava isolada e longe da linha de fronteira do Tejo. Embora tendo recebido algum apoio financeiro do Rei, Gonçalo Viegas tentou encontrar outras fontes de financiamento com a criação de comendas.
Delas todas a  comenda de Oriz,  é a mais antiga comenda da Ordem de São Bento de Avis, ela foi fundada em antes de 1187, onze anos no máximo depois da criação da própria Ordem que foi criada em final de 1175 princípios de 1176. E pode ser considerada o berço da Ordem de Avis, por ter sido criada nas terras, no paço e capela de Egas Fafes, pai do primeiro grão mestre da Ordem de Avis, Gonçalo Viegas. O primeiro documento que fala da propriedade de Oriz é uma Bula Papal de Gregório VIII de 1187, confirmada pela bula de 1201, Maio 17, Latrão – Bula Religiosam vitam, de Inocêncio III:
```
” Specialiter autem possessiones quas habetis in Elbora, Culuchi, Benevente, Sanctaren, Ulixbona, Mafara, Alcanede, Alpedriz, 
Hooriz
...”
```

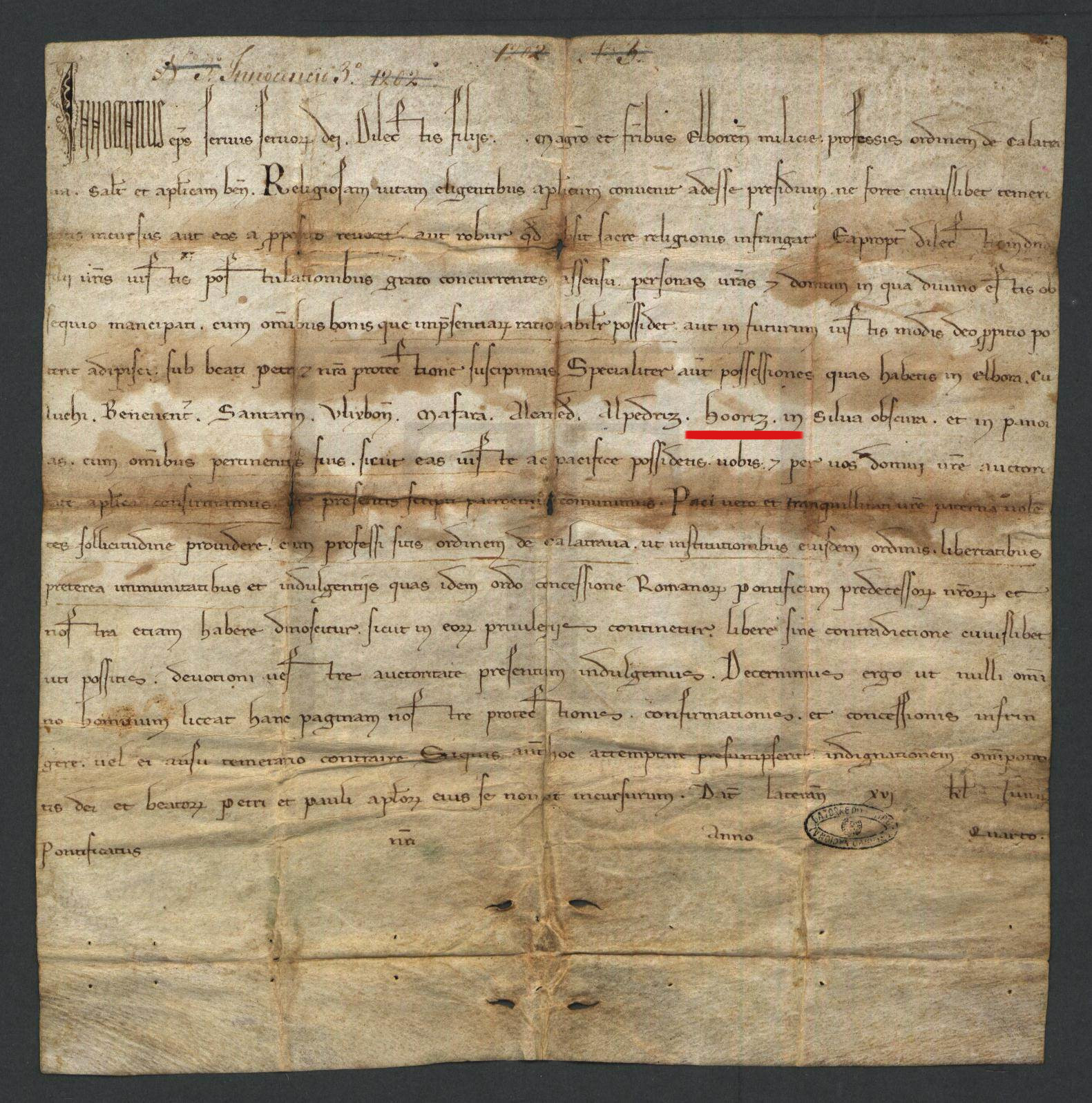
Bula de Inocencio III Religiosam Vitam

E pela bula de 1214, Maio 20, Roma – também de Inocêncio III, Quotiens a nobis:
```
“ Innocentius episcopus servus servorum Dei. Dilectis magistro et fratribus de Calatrava tam presentibus quam futuris secundum Ordinem Cisterciensium fratrum viventibus, in perpetuum. Quotiens a nobis petitur ............................................................ ......................................... In Portugal in civitate quae vocatur Elbore duos alcazares vetus et novum cum omni haereditate regia et hospitale quod in eadem civitate cum capella Sancti Michaelis ad suscipiendos pauperes, peregrinos, orphanos et captivos evadentes servitutem sarracenicam construxistis cum omnibus pertinentiis suis. Castellum de Culuchio cum pertinentiis suis. Domus de Sanctaren cum hereditate regia de Ortalaguna cum pertinentiis suis. Benamisi cum pertinentiis suis. Juromenia, Albofeira, Cazorobotom, 
Oriz cum pertinentiis suis
...”
```

### Influencia da Comenda da Ordem do Hospital?
Não sabemos qual foi a fonte de inspiração na criação da comenda de Oriz da Ordem de São Bento de Avis. A Ordem de Avis dependendo formalmente da Ordem de Calatrava, como se vê na bula de 1214 que fala de Mestre e irmãos de Calatrava… em Portugal.  Poderá ser essa Ordem, que já recorria desde de 1180 as comendas na vizinha Castela, que inspirou Gonçalo Viegas. Mas o mais certo é ter sido a comenda vizinha da Ordem do Hospital, de Aboim da Nóbrega, bem perto, distante de apenas 7 km em linha reta, também no atual concelho de Vila Verde, e primeira comenda em Portugal, fundada em antes de 1146.  Gonçalo Viegas, não podia ignorar essa Comenda modelo de sucesso, que já tinha um vasto património na região, e que foi fundada pela família dos, da Nóbrega, do qual pertencia sua bis-avó. Por isso, em teoria, até poderá ser a Ordem portuguesa a ter inspirado a Ordem de Calatrava na criação de Comendas.

### Ligação entre a Ordem de Avis e a família Teixeira
Podemos pensar que inicialmente o Comendador presente na Casa mãe era o próprio dono da casa ou seja Egas Fafes se ainda fosse vivo, ou seu filho mais velho Mendo Viegas, que em nome do irmão tentava obter dinheiro e doações de terras. À partir de 1195, data da morte de Gonçalo Viegas em combate na batalha de Alarcos, a ligação entre a Ordem e a família não é tão estreita, embora D. Hermígio Mendes de Teixeira, sobrinho de Gonçalo Viegas (filho mais velho do irmão Mendo Viegas e primeiro a chamar-se Teixeira), tenha participado ao cerco de Sevilha na companhia dos cavaleiros da Ordem, mas também com mais nobres portugueses a mando do Rei D. Afonso III de Portugal.

### Património em 1410
| PROPRIEDADE | Casais | Herdades | Quintas | Casas | Vinha | Outros |
| Nº TOTAL    | 79,5   | 5        | 6       | 1,5   | 1     | 8      |

### Localização dos bens em 1410
A Comenda de Oriz, é a única comenda da Ordem de São Bento de Avis a norte do rio Douro.

   1  Agrela Sta Cristina
   2  Amarante

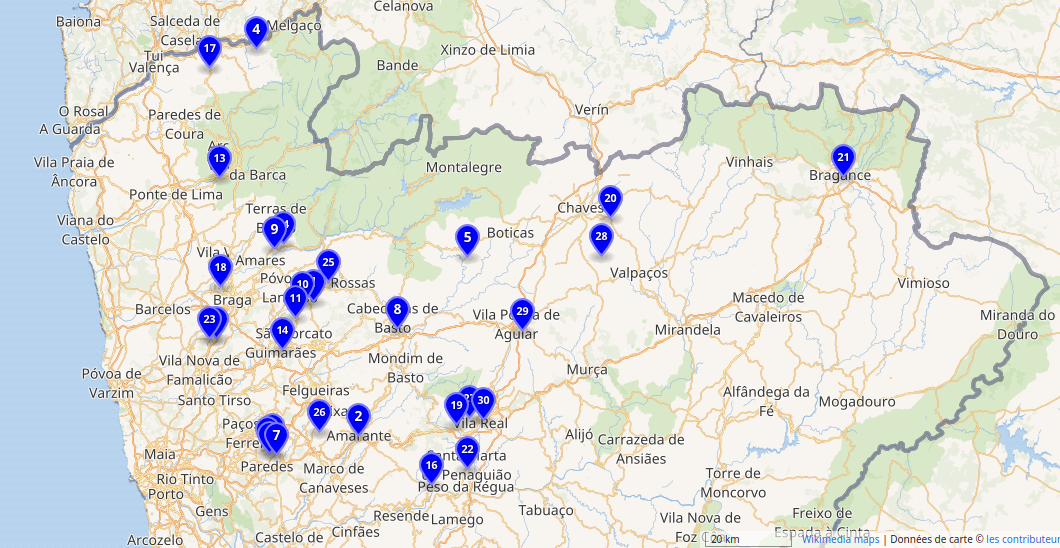
Mapa da localização da Comenda de Oriz

   3  Aveleira (S. Miguel de Sezures)
   4  Badim
   SN  Covas de Barroso (não encontrado)
   SN  Banhal (não encontrado)
   5  Beire S. Miguel
   6  Bitarães S. Tomé
   7  Basto
   8  Goães
   9  Estrufe
   SN  Freguim Sta Maria (não encontrado)
   SN  Gândara S. Miguel (não encontrado)
   10  Garfe S. Cosme
   11  Gonça de Estrufe S. Miguel
   12  Gondalães  S. Pedro
   13  Guimarães
   SN  Lavrada S. Martinho (Não encontrado)
   14  Louredo S. Cristovão
   15  Lourosas
   16  Mesão Frio
   17  Moreira
   SN  Negrelos S. Miguel (Não encontrado)
   18  Panóias S. Lourenço
   19  Pena
   SN  Riba Tâmega(Não encontrado)
   20  Montenegro
   21  Bragança
   22  Penaguião
   23  Quintela Sta. Maria Arnoso
   24  Bouro Sta Marta
   25  S. Bartolomeu da Esperança
   26  Travanca
   27  Vila Marim
   28  Vila Nova Santiago
   29  Vila Pouca
   30  Vila Real

### Rendimentos
| Comendas   | Alandroal | Albufeira | Coruche  | Jerumenha    | Vide    | Vila Viçosa | Alcanede | Cabeção | Mora | Noudar | Alter Pedroso | Elvas | Évora | Seda |
| Nº Freires | 2         | 2         | 2        | 2            | 2       | 2           | 2        | 2       | 2    | 2      | 2             | 2     | 1     | 1    |
| Rendimento | 1500      | 1500      | ?        | 1500         | 1500    | 1300        | 1300     | 900     | ?    | 600    | 400           | 1000  | 800   | 800  |
| Comendas   | Sousel    | Oriz      | Alenquer | Torres Novas | Covilhã | Cano        | Benavila |         |      |        |               |       |       |      |
| Nº Freires | 1         | 1         | 1        | 1            | 1       | 1           | 1        |         |      |        |               |       |       |      |
| Rendimento | 680       | 600       | 100      | 200          | ?       | ?           | 200      |         |      |        |               |       |       |      |

O rendimento é bastante baixo, por isso mesmo tendo um vasto território a percorrer, só há um freire, o próprio Comendador na comenda de Oriz.

Nos arquivos da Torre do Tombo, temos mais alguns documentos relativos a Comenda de Oriz, como uma procuração que o Mestre D. João de Avis (D. João I) dá a Afonso Eanes a 14 de Abril de 1376; Uma procuração de 1394 do Mestre D. Fernão Rodrigues de Sequeira a Martim Esteves Godinho para tomar posse dos padroados de várias Igrejas que D. João I, havia doado à Ordem de Avis; O caderno dos prazos da Comenda de Oriz, sendo comendador Martim Gil de 1406; O último documento data de 1570, é o Tombo da Comenda de Oriz documento ainda não estudado:
```
“Visita e reforma dos prazos desta Comenda, que por ordem do Príncipe D. João foi fazer o contador do mestrado Manoel Frz achando-se então a Comenda vaga”
```

No livro de Luís Figueiredo Falcão de 1611, temos uma referência a Comenda:
```
"Ouriz....A Comenda de Ouriz que está no termo de Guimarães, que são huns foros que pagão terras e propriedades: comendador João Fernandez Arões. Rende 30$000"
```

A renda é uma das mais baixas, das comendas da Ordem de Avis, mas pelo menos já não está vaga.
A Comenda de Oriz consta na lista das Comendas da Ordem de Avis, no livro da "Regra da Cavallaria e Ordem Militar de S. Bento de Avis" de 1631.
```
"Comendas fora do Mestrado: Braga, Orís. Não tem Igreja. De nenhuma diocese."
```

### Extinção da comenda pelo governo liberal (governo dos Cartistas)

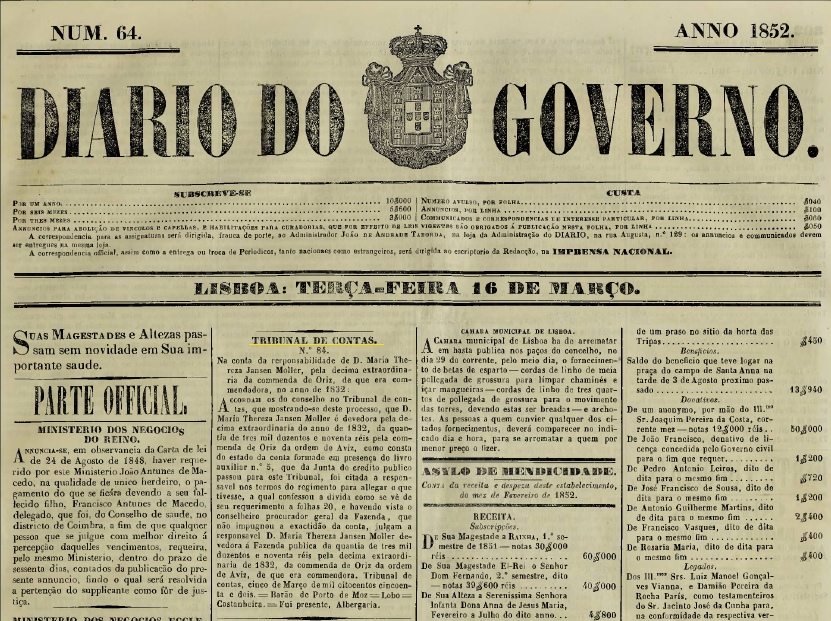
Diário do Governo nº64 de 1852

Pelo Diário do Governo Nº64 de 16 de março de 1852, sabemos que D. Maria Teresa Jansen Möller (filha de Agostinho Jansen Möller, Brigadeiro, Marechal de Campo, e governador interino do Algarve em 1782) foi a última comendadora da comenda de Oriz em antes da extinção da ordem. Porque pelo acórdão do Tribunal de Contas, aí citado, D. Maria foi declarada devedora da quantia de três mil e duzentos e noventa réis a Fazenda publica pelo pagamento da décima extraordinária da comenda de Oriz, de que era comendadora no ano de 1832. Pouco depois, pelo Decreto de 14 de Julho de 1834, os bens das ordens militares são incorporados aos bens do estado e as comendas são extintas.

## Posse da terra do Lameiro
Embora a bula Papal de 1214 de Inocêncio III, fala de Oriz e suas pertenças, curiosamente, nas inquirições de Afonso II de 1220 a posse dessas terras parece ser  atribuída a ordem do Hospital, tanto em Oriz,
```
“De Sancto Michaele dOoriz…. Hospitale terciam de casali."
```

Ponte:
```
" De Sancto Vicentio de Coucieiro, Gomecius Johannis abbas, Gomecius Petri, Martinus Michaelis, Petrus Petri, Martinus Gunsalvi, Johannes Pelagii, Petrus Johanis, Johannes Pelagii, Dominicus Pelagii, Pelagius Vaasquiz, Johannes Ooriguiz, jurati dixerunt quo ista ecclesia habet ibi X. casalia minus quartam. Hospitale iij. casalia et j. quintanam."
```

('De São vicente de Coucieiro (Nomes das testemunhas) juraram e disseram que a igreja local tinha 10 casais menos 1/4 e a ordem do Hospital tinha 3 casais e 1 quinta).

E Sequeiros
```
“De Sancto Pelagio de Sequeiros…….Randufi vij casalia. Hospitale v. casalia.”
```

aonde estava localizada a quinta do lameiro. Mas também em Vila Verde, outra terra de Egas Fafes ou Fafias como era chamado localmente, (ainda subsista em Vila Verde um lugar com o nome de Fafias).
```
“De Sancto Pelagio de Villa Plana. Gomecius Martiniz abbas, Gunslvus Petri, Dominicus Godiz, Martinus Johannis, Martinus Fafiaz…..Randufi XV. Casalia. Hospital iij casalia. Varzea ij casalia.”
```

Só em Santa Marta de Bouro, é que há terras na posse dos "Freires de Elbora" ou Évora como era na altura conhecida a ordem em antes de ir para Avis. Terá havido confusão entre a Ordem do Hospital e os Freires de Évora?
- Infelizmente as inquirições de 1258 no reinado de Afonso III, não nós aprende muito mais as de Ponte só indiquem

```
"  Item, dixerunt que a quintana do lameyro cum 3 casaes, que fora de Egas Fafias; et que ouvirom dizer que fora Onra des tempo del Rey don Alfonso I.º"
[
17
]
```

que a quinta do Lameiro com 3 casais que foi de Egas Fafias, e que ouviram dizer que foi honrada desde do tempo do rei D. Afonso I.  Serão os mesmos 3 casais atribuidos em 1220 a ordem do Hospital?

Em Sequeiros:
```
“Item. Dixerunt de ouvida que esta collatione é Onra, et que el Rey don Alfonso Iº a onrara a don Egas Fafiz, et que non fazem nen uno foro al Rey.”
```

Em Oriz:
```
“Item, dixerunt que esta davandita collatione é Onra, et que non fazem nen uno foro al Rey”
```

Sem nenhuma menção a uma ordem religiosa, nas três freguesias da quinta do Lameiro.
Essas mesmas inquirições, nos dizem também que Estêvão Hermigues Teixeira, bis-neto de Egas Fafes, comprou uma casa para lá viver, no Lugar de Pitães, Caldelas concelho de Amares.
```
“Item, Stephanus Ermigiz de Teixeira comparou in Pitaes ij. Casaes d’erdadores, scilicet de filos et netos de Gomez Johanis, et faz y casa de morada.”
```

Caldelas fica na outra margem do rio Homem, porquê que Estêvão Hermigues Teixeira foi para Caldelas viver? Vivia no lugar do Lameiro em antes?
E a seguir essa mesma inquirição indique que:
```
“Item, ipse Stephanus Ermigit comparou erdade de Petro Capelo et de Roderico Johannis erdadores.”
```

É curioso ver um homem tão rico em terras comprar mais terras, uma herdade ainda mais!
A propriedade do Lameiro ficou na posse da Ordem de Avis? Infelizmente não temos uma resposta clara. Mas podemos pensar que Estêvão Hermigues Teixeira foi obrigado a deixar o seu paço e suas terras do Lameiro a ordem de Avis, em função da bula Papal ou de outro documento, e foi nesse tempo que foi construida a casa mãe de Oriz adjacente ao antigo Paço. As inquirições mostram claramente que os Teixeiras ficaram com as terras de Sequeiros, a qual juntaram outras terras em Caldelas e não pagavam imposto nenhum, então que só a chamada Quinta de Sequeiros ou Quinta velha, era honrada por D. Afonso I e por isso isenta de impostos. Enfim, ainda mais curioso nos cadernos de foros de 1406, a uma referência ao fato de D. Pedro I ter recebido em 1350, em doação de D. João Peres Mestre de Avis, a quinta e casa de Oriz, só que D. João Peres foi grão Mestre só até 1301, por isso essa doação era falsa.